# حوزه انتخابیه چهارم یوتا
حوزه انتخابیه چهارم یوتا یک حوزه انتخابیه مجلس نمایندگان آمریکا است که در ایالت یوتا قرار دارد.